# Mazda 717C
Chronologie des modèles (1984)
Mazda 727C
La Mazda 717C, homologuée suivant la réglementation Groupe Junior de la fédération internationale du sport automobile (FISA), est un Sport-prototype qui a participé au Championnat du monde des voitures de sport ainsi qu'au Championnat du Japon de sport-prototypes. Il s'agissait de la première voiture de sport construite par Mazda depuis la fin de leur course en GT avec la Mazda RX-7 en 1982. Cette voiture a été conçue en partenariat avec le designer japonais Takuya Yura et son entreprise, la Mooncraft Co.,Ltd,.

## Aspects techniques
La Mazda 717C est une voiture qui a été conçue par designer japonais Takuya Yura et son entreprise, la Mooncraft Co.,Ltd. Afin de ne pas perdre de temps dans sa conception, il reprit le moteur de la Mazda RX7 utilisé auparavant dans les compétitions d’éligible aux voitures homologuées[pas clair] suivant les réglementations du groupe 5 de la fédération internationale du sport automobile (FISA). Le moteur en question était le Mazda 13B. Un moteur de troisième génération, Birotor avec une cylindrée d'1,3 L. Ce petit moteur produisait une puissance de 310 chevaux à un régime de 9 000 tr/min. Il a ensuite été mis en place dans un châssis monocoque en aluminium rivetée et équipé d'une transmission manuelle à cinq vitesses. 

## Pilotes
- Jeff Allam
- Pierre Dieudonné
- Yoshimi Katayama
- Pete Lovett (en)
- Hideki Okada
- Yōjirō Terada
- Steve Soper
- Takashi Yorino
- James Weaver

## Écuries
- Mazdaspeed
- Setrab Racing By Yours